# Objaw Lewisa
Objaw Lewisa – objaw pozwalający na różnicowanie sinicy centralnej i obwodowej. Masując energicznie płatek ucha chorego badający powoduje napływ zwiększonej ilości krwi dzięki pobudzeniu tętna włośniczkowego – w przypadku sinicy obwodowej krew, poza częściami dystalnymi, jest prawidłowo utlenowana, zatem sinica płatka ucha ustępuje. W sinicy centralnej masaż płatka ucha nie zmienia jego zabarwienia.